# Wilmer López
Wilmer Andrés López Arguedas (Alajuela, Costa Rica, 3 de agosto de 1971), conocido como Wilmer López o por su sobrenombre de Pato, es un exfutbolista y entrenador costarricense, actualmente es el entrenador del Alajuelense FF de la Primera División Femenina de Costa Rica. 
Ha sido considerado como uno de los mejores exponentes del fútbol costarricense en su posición de centrocampista, de la cual se desenvolvió desde 1992 hasta 2013. Debutó como profesional en la A. D. Carmelita en enero de 1992, con apenas veinte años, en el que permaneció hasta la temporada 1992-93, tras la que fichó por su segundo equipo en Costa Rica, la Liga Deportiva Alajuelense. Se convirtió rápidamente en ídolo de la afición rojinegra y conquistó en su primer periodo dos títulos de liga entre 1996 y 1997, además de un cetro regional del Torneo Grandes de Centroamérica en 1996.
En 1998 dio el salto al Deportes Tolima de Colombia, equipo al que permaneció por un corto lapso de tiempo. Regresó a Alajuelense donde se hizo con cinco títulos nacionales, dos Copas Interclubes de la Uncaf y una Copa de Campeones de la Concacaf. Luego jugó para los clubes de Pérez Zeledón y Carmelita, concluyendo su etapa de futbolista en este último. El 22 de julio de 2013 recibió su despedida de las canchas frente a la hinchada rojinegra.
Después de su retiro, incursionó su carrera enfocada como entrenador en la Segunda División en los clubes de ADN-Jacó y Jacó Rays. El 23 de julio de 2014 asumió el cargo en el filial Alajuela Junior hasta su desaparición a mediados de 2015. De igual manera siguió en el conjunto erizo tras ser nombrado ayudante de los estrategas Javier Delgado, Guilherme Farinha, Benito Floro y Nicolás Dos Santos del grupo absoluto, entre 2016 y 2018.
Fue internacional absoluto con la selección costarricense durante ocho años (1995-2003), totalizando 76 internacionalidades y 6 goles. Con ella se proclamó campeón de la Copa de Naciones de la UNCAF 1997 y subcampeón de la Copa de Oro de la Concacaf 2002. Su último compromiso representando a su país fue el 26 de julio de 2003, en la definición por el tercer lugar de la Copa de Oro ante Estados Unidos.
También entró en la historia del fútbol femenino en el 2017 y 2020 al ser el primer y único entrenador en dirigir clásicos en ambos equipos de liga deportiva alajuelense, tanto el equipo masculino y femenino
Debut clásico masculino (2-0) a favor de LDA sobre el Deportivo Saprissa
Debut clásico femenino (4-1) sobre el Deportivo Saprissa
Dichos encuentros en el estadio Alejandro Morera Soto.

## Trayectoria

### Como jugador
Debutó con veinte años, bajo la dirección técnica del entrenador Carlos Watson, en el equipo de Carmelita el 5 de enero de 1992, frente a Limonense en condición de visita en el Estadio Juan Gobán. Ese mismo día consiguió el primer gol de su carrera tras vencer al portero Maxie Green al minuto 81'. El partido concluyó en victoria 1-2 para su conjunto. El 29 de enero recibió su primera expulsión, por parte del árbitro Víctor Hugo Rodríguez, en el juego contra Puntarenas, el cual finiquitó en derrota ajustada 1-0.
Su buena técnica y regularidad le permitieron su fichaje en la Liga Deportiva Alajuelense, equipo histórico de la Primera División de Costa Rica en 1993. A pesar de tener una posición de mediocentro, su aporte en cuanto a goles fue indispensable para lograr la cantidad de ochenta anotaciones en 478 apariciones totales, siendo el jugador con más presencias en partidos oficiales. Además, se colocó tercero en la lista de máximos anotadores del club, por detrás de Errol Daniels (197) y Juan Ulloa (89). López ha sido el único futbolista en realizar cinco goles en un solo encuentro, esto el 29 de abril de 1998 en el triunfo con cifras de goleada 7-2 sobre San Carlos en el Estadio Morera Soto.
La eclosión de Wilmer como rojinegro fue dividida en dos periodos, debido a su traspaso al Deportes Tolima en 1998, donde no tuvo mayor protagonismo. Vistiendo la camiseta liguista con su tradicional dorsal «6», el centrocampista alcanzó el «bicampeonato» de las temporadas 1995-96 y 1996-97, así como del «tretacampeonato» obtenido en los periodos de 1999-00, 2000-01, 2001-02 y 2002-03. El último título nacional de Wilmer fue en la temporada 2004-05. En el ámbito internacional, López fue parte del plantel que consiguió los cetros regionales del Torneo Grandes de Centroamérica 1996, y dos ediciones de la Copa Interclubes de la Uncaf en 2002 y 2005. A nivel de la confederación, salió ganador de la Copa de Campeones de la Concacaf 2004 —anotando en ambas finales ante el Deportivo Saprissa—.
El futbolista terminó su vínculo con Alajuelense el 24 de mayo de 2007, tras la no renovación de su contrato, y firmó para los equipos de Pérez Zeledón y Carmelita —con el que debutó profesionalmente—, entre 2007 y 2009.
Su último partido oficial tuvo lugar el 3 de mayo de 2009, en la derrota de Carmelita 2-0 contra Liberia Mía. Posteriormente, López tomó la determinación de no continuar en el equipo después de que este descendiese a la Segunda División de forma anticipada.
El 22 de julio de 2009, el mediocampista tuvo su partido de despedida como jugador de Alajuelense, a los 38 años en el Estadio Morera Soto —el cual marcó el inicio de la gramilla artificial— frente a un combinado de amigos, incluyendo a su hijo del mismo nombre.

### Como entrenador
A partir del 13 de enero de 2010, fue nombrado nuevo entrenador de ADN-Jacó de la Segunda División, en reemplazo del anterior estratega Luis Solórzano. El exfutbolista firmó con el equipo solamente para afrontar el Torneo de Clausura y tuvo su debut cuatro días después en el triunfo 1-0 frente a Cartagena, desarrollado en el estadio de Naranjo. En total contabilizó doce juegos dirigidos, con tres victorias, cinco empates y cuatro derrotas, para colocar a su grupo en el sexto puesto de la tabla con catorce puntos.
Después de que el equipo de Jacó Rays adquiriera la franquicia de ADN, se confirmó la continuidad de Wilmer al frente del banquillo. Permaneció en el club desde mediados de 2010 hasta principios de 2012, para terminar abandonando su cargo en busca de mejores opciones. Dirigió un total de 44 partidos y logró un cincuenta por ciento de rendimiento.
El 23 de julio de 2012, la Liga Deportiva Alajuelense se apropió del equipo de Finca Austria de la Segunda División y lo renombró como Alajuela Junior, para que fuese un club filial formador de jóvenes jugadores. En la conformación del banquillo, el gerente deportivo Luis Roberto Sibaja asignó a Wilmer como el técnico. Estuvo al mando por tres años e inclusive disputó el Torneo de Copa 2013 para representar al conjunto absoluto en la competición. Debido al cierre de la franquicia a partir de junio de 2015, López fue reasignado como el entrenador de la categoría Sub-17.
Posterior a la llegada de Javier Delgado como entrenador de Alajuelense el 29 de diciembre de 2015, la dirigencia rojinegra confirmó a Wilmer como el asistente técnico, así como a Cristian Oviedo. Sin embargo, su estadía en el banquillo duró solamente en el Campeonato de Verano 2016, ya que su equipo logró el segundo lugar del certamen tras perder las dos finales contra el Herediano y, en combinación con la rescisión de contrato de Delgado, el puesto de Wilmer también fue relevado a finales de mayo para volver a dirigir en la liga menor.
El 22 de agosto de 2016, es nombrado entrenador interino del primer equipo de Alajuelense, en sustitución del argentino José Giacone. Dirigió un partido oficial el 28 de agosto ante San Carlos en el Estadio Carlos Ugalde, correspondiente a la décima jornada del Campeonato de Invierno. Mediante el doblete de penal de Pablo Gabas, los manudos lograron la victoria de 1-2. A finales del mes se confirmó que López seguiría en el equipo, esta vez como el ayudante del portugués Guilherme Farinha.
Desde diciembre de 2016 hasta agosto de 2017, Wilmer fue el segundo entrenador del español Benito Floro. El 21 de agosto, en la conferencia de prensa dada por el presidente del club Fernando Ocampo, se hizo oficial la salida de Floro y la incorporación de López como el nuevo estratega para el resto del Torneo de Apertura 2017. Con el triunfo de 2-0 sobre el Deportivo Saprissa, Wilmer acumuló ocho juegos de manera invicta, ganando cuatro y empatando en la misma cantidad. Sin embargo, después de la derrota 2-1 contra el Santos de Guápiles dada el 11 de octubre, el estratega sufrió cinco reveses más y todos consecutivos, ante rivales como Carmelita (1-3), Herediano (3-2), Guadalupe (0-1), Saprissa (2-0) y Pérez Zeledón (3-2). Igualó la peor marca de pérdidas al hilo que el equipo consiguió en las temporadas de 1924 y 1942. Al cierre del certamen, colocó a su club en la quinta posición de la tabla con 31 puntos, insuficientes para la clasificación a la cuadrangular. Luego de semanas de incertidumbre por su continuidad al frente de los rojinegros, la dirigencia oficializó el relevo de López para asignarlo como el asistente técnico del uruguayo Rubén Israel, quien fue ratificado el 12 de diciembre.

## Selección nacional
Fue internacional absoluto con la selección costarricense en 76 ocasiones y anotó seis goles. Su debut con el combinado absoluto tuvo lugar el 6 de agosto de 1995, en un encuentro amistoso ante Japón que finalizó con marcador de 3-0, mientras que su último partido fue el 26 de julio de 2003 en la derrota de 3-2 contra Estados Unidos.
Vio acción en las eliminatorias mundialistas de 1998 y 2002. En cuanto a participación en las fases finales, disputó dos Copas de Naciones de la UNCAF en sus ediciones de 1995 y 1997 —donde salió campeón—, una Copa América en 1997, cuatro Copas de Oro de la Concacaf en 1998, 2000, 2002 —con el subcampeonato— y 2003. También fue parte del equipo que afrontó la fase de grupos del Mundial 2002 desarrollado en Corea del Sur y Japón.

## Clubes

### Como futbolista
| Club              | País       | Año         |
| ----------------- | ---------- | ----------- |
| A. D. Carmelita   | Costa Rica | 1992 - 1993 |
| L. D. Alajuelense | Costa Rica | 1993 - 1998 |
| Deportes Tolima   | Colombia   | 1998        |
| L. D. Alajuelense | Costa Rica | 1998 - 2007 |
| Pérez Zeledón     | Costa Rica | 2007 - 2008 |
| A. D. Carmelita   | Costa Rica | 2008 - 2009 |

### Como entrenador
| Club                  | País       | Año       |
| --------------------- | ---------- | --------- |
| ADN-Jacó              | Costa Rica | 2010      |
| Jacó Rays F. C.       | Costa Rica | 2010-2012 |
| A. D. Alajuela Junior | Costa Rica | 2012-2015 |
| L. D. Alajuelense     | Costa Rica | 2017      |
| Alajuelense FF        | Costa Rica | 2020-Act  |

## Vida privada
Desde el 3 de agosto de 2003, Wilmer abrió su propio complejo deportivo con su nombre para la formación integral de futbolistas.
A finales de agosto de 2008 fue interceptado por la policía local por atrasos en el pago de la pensión alimentaria, situación que al final no fue arrestado ya que contó con un documento firmado por un juez.
En el campo político, López se postuló en septiembre de 2009 a candidato de regidor municipal del cantón de la provincia alajuelense, con el Partido Renovemos Alajuela.

## Estadísticas

### Jugador

#### Participaciones internacionales
| Competición                     | Sede                | Resultado        |
| ------------------------------- | ------------------- | ---------------- |
| Copa de Naciones UNCAF 1995     | El Salvador         | Cuarto lugar     |
| Copa de Naciones UNCAF 1997     | Guatemala           | Campeón          |
| Copa América 1997               | Bolivia             | Fase de grupos   |
| Copa de Oro de la Concacaf 1998 | Estados Unidos      | Fase de grupos   |
| Copa de Oro de la Concacaf 2000 | Estados Unidos      | Cuartos de final |
| Copa de Oro de la Concacaf 2002 | Estados Unidos      | Subcampeón       |
| Copa Mundial de 2002            | Corea del Sur Japón | Fase de grupos   |
| Copa de Oro de la Concacaf 2003 | Estados Unidos      | Cuarto lugar     |

#### Goles internacionales
| Núm. | Fecha                  | Lugar                                                | Rival             | Gol | Resultado | Competición                     |
| ---- | ---------------------- | ---------------------------------------------------- | ----------------- | --- | --------- | ------------------------------- |
| 1    | 1 de diciembre de 1996 | Estadio Ricardo Saprissa, San José, Costa Rica       | Estados Unidos    | 2-0 | 2-1       | Eliminatoria al Mundial de 1998 |
| 2    | 23 de abril de 1997    | Estadio Mateo Flores, Ciudad de Guatemala, Guatemala | Honduras          | 3-0 | 4-0       | Copa de Naciones UNCAF 1997     |
| 3    | 28 de enero de 1998    | Estadio Morera Soto, Alajuela, Costa Rica            | Trinidad y Tobago | 4-0 | 4-0       | Amistoso internacional          |
| 4    | 4 de febrero de 1998   | L.A. Memorial Coliseum, Los Ángeles, Estados Unidos  | Cuba              | 3-0 | 7-2       | Copa de Oro de la Concacaf 1998 |
| 5    | 4 de febrero de 1998   | L.A. Memorial Coliseum, Los Ángeles, Estados Unidos  | Cuba              | 5-0 | 7-2       | Copa de Oro de la Concacaf 1998 |
| 6    | 26 de enero de 2000    | Estadio Ricardo Saprissa, San José, Costa Rica       | Trinidad y Tobago | 1-1 | 2-1       | Amistoso internacional          |

### Entrenador

#### Rendimiento
Datos actualizados al último partido dirigido el 22 de noviembre de 2017.
| ADN-Jacó Costa Rica                                                          |                      |                      |     |    |    |     |     |     |     |        |        |
| 2.ª                                                                          | 2009-10              | 12                   | 3   | 5  | 4  | 11  | 15  | -4  | 14  | 25%    |        |
| Total club                                                                   | Total club           | 12                   | 3   | 5  | 4  | 11  | 15  | -4  | 14  | 25%    |        |
| Jacó Rays F. C. Costa Rica                                                   |                      |                      |     |    |    |     |     |     |     |        |        |
| 2.ª                                                                          | 2010-11              | 30                   | 13  | 10 | 7  | 42  | 33  | +9  | 49  | 43.33% |        |
| 2.ª                                                                          | 2011-12              | 14                   | 9   | 5  | 2  | 35  | 21  | +14 | 32  | 64.29% |        |
| Total club                                                                   | Total club           | 44                   | 22  | 15 | 9  | 77  | 54  | +23 | 81  | 50%    |        |
| A. D. Alajuela Junior Costa Rica                                             |                      |                      |     |    |    |     |     |     |     |        |        |
| 2.ª                                                                          | 2012-13              | 40                   | 19  | 7  | 14 | 55  | 47  | +8  | 64  | 47.5%  |        |
| 2.ª                                                                          | 2013-14              | 38                   | 18  | 7  | 13 | 80  | 50  | +30 | 61  | 47.37% |        |
| 2.ª                                                                          | 2014-15              | 32                   | 11  | 7  | 14 | 51  | 58  | -7  | 40  | 34.38% |        |
| Total club                                                                   | Total club           | 110                  | 48  | 20 | 41 | 186 | 155 | +31 | 165 | 44.34% |        |
| L. D. Alajuelense Costa Rica                                                 |                      |                      |     |    |    |     |     |     |     |        |        |
| 1.ª                                                                          | 2016-17              | 1                    | 1   | 0  | 0  | 2   | 1   | +1  | 3   | 100%   |        |
| 1.ª                                                                          | 2017-18              | 18                   | 7   | 5  | 6  | 32  | 27  | +5  | 26  | 38.89% |        |
| Total club                                                                   | Total club           | 19                   | 8   | 5  | 6  | 34  | 28  | +6  | 29  | 42.11% |        |
| Total en sus equipos                                                         | Total en sus equipos | Total en sus equipos | 185 | 81 | 45 | 60  | 308 | 252 | +56 | 289    | 43.78% |
| (1) Incluye datos de la Segunda División, Primera División y Torneo de Copa. |                      |                      |     |    |    |     |     |     |     |        |        |

## Palmarés

### Como jugador

#### Títulos nacionales
| Título                         | Club              | País       | Año  |
| ------------------------------ | ----------------- | ---------- | ---- |
| Primera División de Costa Rica | L. D. Alajuelense | Costa Rica | 1996 |
| Primera División de Costa Rica | L. D. Alajuelense | Costa Rica | 1997 |
| Primera División de Costa Rica | L. D. Alajuelense | Costa Rica | 2000 |
| Primera División de Costa Rica | L. D. Alajuelense | Costa Rica | 2001 |
| Primera División de Costa Rica | L. D. Alajuelense | Costa Rica | 2002 |
| Primera División de Costa Rica | L. D. Alajuelense | Costa Rica | 2003 |
| Primera División de Costa Rica | L. D. Alajuelense | Costa Rica | 2005 |

#### Títulos internacionales
| Título                           | Equipo                  | Sede      | Año  |
| -------------------------------- | ----------------------- | --------- | ---- |
| Torneo Grandes de Centroamérica  | L. D. Alajuelense       | Alajuela  | 1996 |
| Copa de Naciones de la UNCAF     | Selección de Costa Rica | Guatemala | 1997 |
| Copa Interclubes de la Uncaf     | L. D. Alajuelense       | Alajuela  | 2002 |
| Copa de Campeones de la Concacaf | L. D. Alajuelense       | Alajuela  | 2004 |
| Copa Interclubes de la Uncaf     | L. D. Alajuelense       | Alajuela  | 2005 |

### Como entrenador

#### Títulos nacionales
| Título                                  | Club           | País       | Año  |
| --------------------------------------- | -------------- | ---------- | ---- |
| Primera División Femenina de Costa Rica | Alajuelense FF | Costa Rica | 2021 |
| Primera División Femenina de Costa Rica | Alajuelense FF | Costa Rica | 2021 |
| Supercopa Femenina de Costa Rica        | Alajuelense FF | Costa Rica | 2021 |
| Primera División Femenina de Costa Rica | Alajuelense FF | Costa Rica | 2022 |
| Primera División Femenina de Costa Rica | Alajuelense FF | Costa Rica | 2022 |
| Primera División Femenina de Costa Rica | Alajuelense FF | Costa Rica | 2023 |
| Primera División Femenina de Costa Rica | Alajuelense FF | Costa Rica | 2023 |
| Supercopa Femenina de Costa Rica        | Alajuelense FF | Costa Rica | 2023 |
| Primera División Femenina de Costa Rica | Alajuelense FF | Costa Rica | 2024 |

#### Títulos internacionales
| Título                                | Equipo         | Sede       | Año  |
| ------------------------------------- | -------------- | ---------- | ---- |
| Copa Interclubes de la Uncaf Femenino | Alajuelense FF | Costa Rica | 2022 |
| Copa Interclubes de la Uncaf Femenino | Alajuelense FF | Panamá     | 2023 |

## Vida privada
Tiene una hija llamada Wyzangel López.